# ザ・オリオール・バード

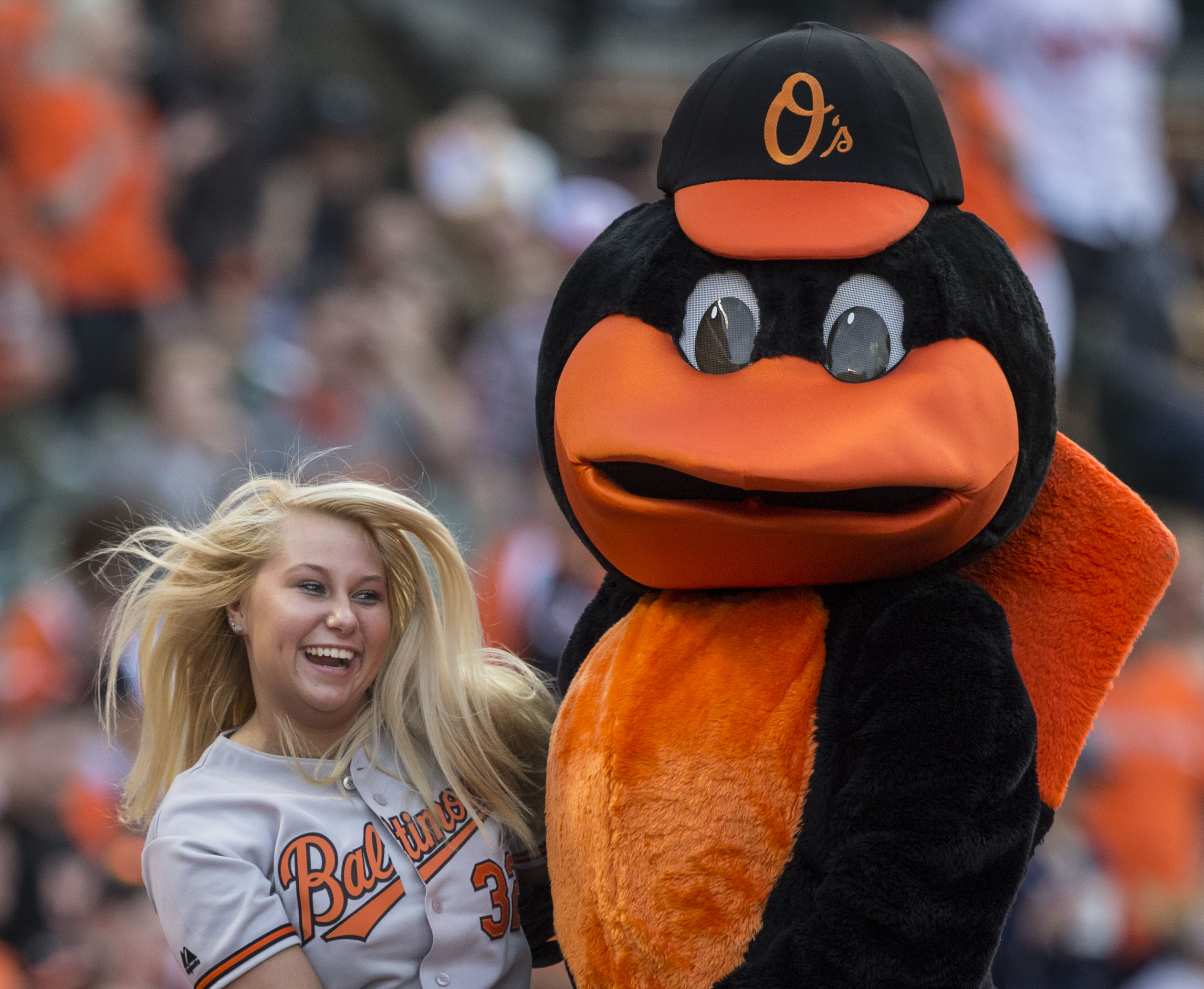

ザ・オリオール・バード（The Oriole Bird）は、MLB・ボルチモア・オリオールズの球団マスコットキャラクターであり、その名の通りボルチモアムクドリモドキをモチーフとしている。

## 概要・特徴
1979年4月6日、当時の本拠地だったメモリアル・スタジアムでのシーズン開幕戦でデビューした。また、マスコットの登場以前より漫画風のロゴが存在しており、1966年から1988年まで、2012年から再び帽子に採用されている。

## プロフィール
球団公式ホームページによるプロフィールは以下の通り。
- ポジション：チームマスコット兼親善大使
- 身長：トゥイーティーとビッグバードのあいだぐらい
- 体重：羽毛1/4トン分
- 打席：両打
- 趣味：球場でファンに挨拶することなど
- 好きな食べ物：粒餌、時々クラブケーキ